# Antonio Ozores
Antonio Ozores Puchol (Burjassot, 24 de agosto de 1928 — Madrid, 12 de maio de 2010) foi um ator e diretor espanhol.